# Wuzhong (Ningxia)
Wuzhong (chinesisch 吴忠市) ist eine Stadt des Autonomen Gebiets Ningxia in der Volksrepublik China mit ca. 1,38 Millionen Einwohnern (Ende 2016) auf einer Fläche von 21.400 km².

## Bevölkerung
Ethnien in Yinchuan
Quelle: Volkszählung 2020

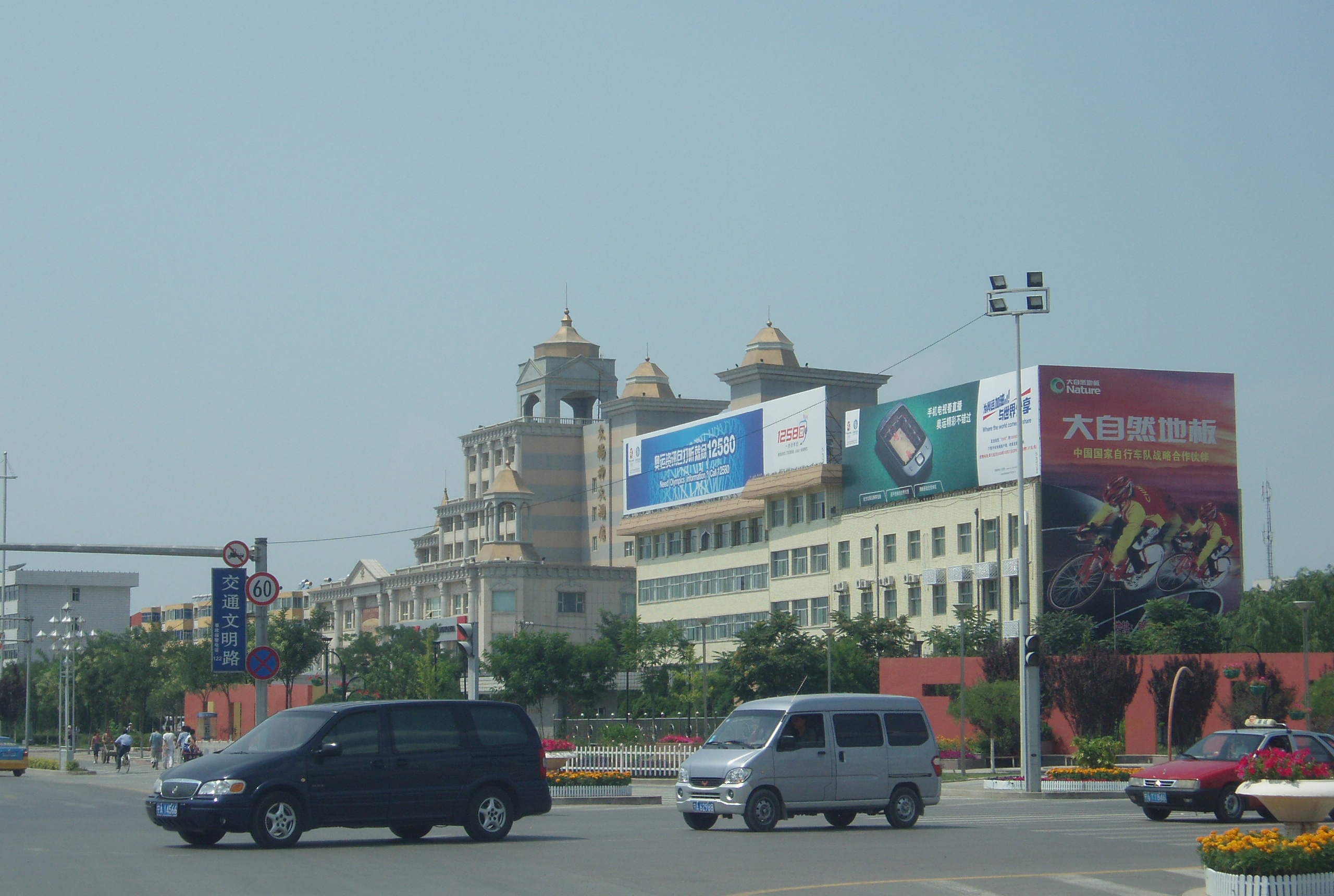
Stadtbild Wuzhongs

Nach der Volkszählung 2020 hatte Wuzhong eine dauerhaft ortsansässige Bevölkerung von 1.382.713 Einwohnern. Im Vergleich zur vorangegangenen Volkszählung 2010 war die Bevölkerung um 108.921 Einwohner gewachsen (+8,55 %). 618.594 Einwohner (44,74 %) gehörten zur Han-Bevölkerungsgruppe und 764.119 zu nationalen Minderheiten (55,26 %). Von den letzteren bildeten die Hui-Chinesen mit 755.108 Personen (54,61 %) die größte Gruppe. Im Vergleich zur Volkszählung 2010 wuchs die Han-Bevölkerung um 6.602 Personen (+1,08 %) und die der verschiedener ethnischer Minderheiten um 102.319 Personen (+15,46 %), darunter die Hui mit 96.642 Personen (+14,68 %).

## Administrative Gliederung
Die bezirksfreie Stadt setzt sich auf Kreisebene aus einem Stadtbezirk, einer kreisfreien Stadt und zwei Kreisen zusammen. Diese sind (Einwohnerzahlen nach der Volkszählung 2020):
- Stadtbezirk Litong – 利通区 Lìtōng Qū (460.790 Einwohner)
- Stadtbezirk Hongsibu – 红寺堡区 Hóngsìbǔ Qū (197.604 Einwohner)
- Stadt Qingtongxia – 青铜峡市 Qīngtóngxiá Shì (244.309 Einwohner)
- Kreis Yanchi – 盐池县 Yánchí Xiàn (159.209 Einwohner)
- Kreis Tongxin – 同心县 Tóngxīn Xiàn (320.801 Einwohner)